# Bern (Wisconsin)
Bern – miasto w Stanach Zjednoczonych, w stanie Wisconsin, w hrabstwie Marathon.